# Accordion Player
Accordion Player (Akordeonista) – brytyjski niemy film krótkometrażowy z 1888 roku w reżyserii Louisa Le Prince`a, przedstawiający Adolphe'a Le Prince'a (syna reżysera) grającego na akordeonie guzikowym na schodach domu swojego dziadka, Josepha Whitleya. Jeden z pierwszych zachowanych filmów (być może nawet pierwszy) obok Scenka ogrodu z Roundhay, Traffic Crossing Leeds Bridge i Man Walking Around a Corner z tego samego roku. 

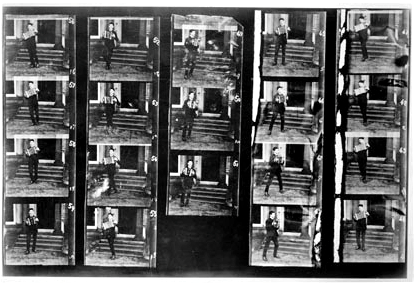
Kopia oryginalnych 19 klatek (od 41 do 59) wykonana przez National Science Museum, Londyn 1931

Nakręcony kamerą jednosoczewkową LPCCP Type-1 MkII.
Film jest dostępny w serwisie YouTube.